# Leandro Lugarzo
Leandro Lugarzo (Avellaneda, Buenos Aires, Argentina, 20 de julio de 1990) es un futbolista argentino que juega como defensa en el Portuguesa Fútbol Club de la Primera División de Venezuela.

## Trayectoria
Hizo inferiores en Lanús, antes de desembarcar en Arsenal. En el equipo de Sarandí era titular en Reserva y fue parte del plantel que ganó el Clausura 2012.

## Clubes
| Club              | País      | Año       | PJ | Goles |
| ----------------- | --------- | --------- | -- | ----- |
| Arsenal           | Argentina | 2011      | 18 | 0     |
| Excursionistas    | Argentina | 2012-2013 | 28 | 0     |
| Dock Sud          | Argentina | 2013-2015 | 60 | 3     |
| Deportivo Español | Argentina | 2016-2018 | 62 | 1     |
| Almagro           | Argentina | 2018-2019 | 5  | 0     |
| Guillermo Brown   | Argentina | 2019-2020 | 8  | 0     |
| Los Andes         | Argentina | 2021-2022 | 48 | 3     |
| Portuguesa FC     | Venezuela | 2023-Act. | 24 | 2     |

## Palmarés

### Campeonatos nacionales
| Título           | Club    | País      | Año  |
| ---------------- | ------- | --------- | ---- |
| Primera División | Arsenal | Argentina | 2012 |